# SYSTEMASYSTEM (альбом)
«SYSTEMASYSTEM» — дебютний студійний альбом українського гурту SYSTEMASYSTEM, випущений 1 червня 2011 року.

## Опис
Дебютний однойменний альбом SYSTEMASYSTEM, до якого увійшло 15 треків, 5 із них інструментальні. Раніше, 2010 року було випущено 3 сингли: «Не Чіпай», «М.М.Н.Т.», «Малюнки На Битому Склі». Запис було здійснено на домашній студії звукозапису. Частина фонових звуків для альбому записувалася в індустріальній зоні міста Обухова — переважно на території силікатного заводу. У піснях «Сонце», «Не Стримуй», «Процес» можна почути звуки моторів, що працюють, і цегли, що падає. Альбом був випущений як цифровий реліз і продавався в магазинах iTunes, Amazon та інших. Пізніше альбом був викладений для вільного звантаження в інтернеті. На пісні «Не Чіпай» і «36» були відзняті кліпи.

## Композиції
| #   | Назва                    | Тривалість |
| --- | ------------------------ | ---------- |
| 1.  | «Система Систем»         | 1:22       |
| 2.  | «Малюнки На Битому Склі» | 3:15       |
| 3.  | «Game»                   | 4:03       |
| 4.  | «Не Чіпай»               | 3:59       |
| 5.  | «Капкан»                 | 4:04       |
| 6.  | «М.М.Н.Т.»               | 5:16       |
| 7.  | «35»                     | 1:50       |
| 8.  | «Пігулки»                | 4:28       |
| 9.  | «Не Стримуй»             | 5:15       |
| 10. | «36»                     | 1:11       |
| 11. | «Сонце»                  | 4:14       |
| 12. | «37»                     | 3:14       |
| 13. | «Процес»                 | 3:27       |
| 14. | «Промені»                | 4:00       |
| 15. | «38»                     | 2:01       |

## Сингли
- «Не Чіпай» — 18 липня 2010
- «М.М.Н.Т.» — 11 серпня 2010
- «Малюнки На Битому Склі» — 27 липня 2010